# Mikołaj
Mikołaj (gr. Νικόλαος, Nikólaos, od gr. νίκη + λαός/lassos, tj. „zwycięstwo” + „lud”; to samo znaczenie ma imię Nikodem od νίκη + δήμος) – imię męskie pochodzenia greckiego.
W całej populacji Polaków Mikołaj zajmował w 2017 roku 66. miejsce (99 130 osób). W roku 2021 imię Mikołaj zajęło 9. miejsce w rankingu najczęściej nadawanych imion męskich, natomiast w 2022 wróciło na 8. pozycję. W roku 2024 imię Mikołaj nosiło w Polsce jako imię pierwsze 135 118 osób.
Różne zagraniczne odpowiedniki Mikołaja to: Nicholas, Nicolas, Nikolaj, Nikołaj, Nicolae, Nicolaj, Nikolai, Nicolai, Niels, Claus, Clasin, a nawet Nikola czy Nicola.
Mikołaj imieniny obchodzi 6 grudnia, a także: 2 lutego, 14 lutego, 21 marca, 9 maja, 19 maja, 2 czerwca, 9 lipca, 10 września, 29 września, 13 października, 13 listopada, 14 listopada, 5 grudnia.

## Znane osoby noszące imię Mikołaj

### Święci i błogosławieni
- św. Mikołaj z Miry, biskup
- św. Mikołaj z Flüe, szwajcarski pustelnik
- św. Mikołaj z Tolentino, prezbiter
- św. Mikołaj Pick, franciszkanin (†1572)
- św. Mikołaj Tavelić, franciszkanin (†1391)
- św. Mikołaj I Wielki, papież
- bł. Mikołaj Czarnecki, biskup

### Władcy noszący to imię
- Mikołaj – hrabia Holsztynu-Rendsburga
- Mikołaj – bojar bułgarski z czasów cara Piotra I (927–969)
- Mikołaj – hrabia Monpezat
- Mikołaj – książę Grecji i Danii
- Mikołaj I Mistyk – patriarcha Konstantynopola 901-907 i 912-925
- Mikołaj I opawski – książę opawski
- Mikołaj I Petrowić-Niegosz – król Czarnogóry
- Mikołaj I Romanow – car rosyjski 1825–1855
- Mikołaj I Wielki – papież 858–867
- Mikołaj II – papież 1059–1061
- Mikołaj II opawski – książę opawski
- Mikołaj II Romanow – ostatni car rosyjski 1894–1917
- Mikołaj III – papież 1277–1280
- Mikołaj III opawski – książę racibosko-opawski
- Mikołaj IV – papież 1288–1292
- Mikołaj IV opawski – książę opawski
- Mikołaj IV z Bruntálu – książę raciborski
- Mikołaj V – papież 1447–1455
- Niels (Mikołaj) Stary – król Danii w latach 1104–1134

### Biskupi prawosławni
- Mikołaj (Orest Byczkowski)
- Mikołaj (Siergiej Nikołajewicz Czaszyn)
- Mikołaj (Aleksandr Matwiejewicz Czufarowski)
- Mikołaj (Nikołaj Pawłowicz Dobronrawow)
- Mikołaj (Nikołaj Iwanowicz Dutka)
- Mikołaj (Iwan Hroch)
- Mikołaj (Boris Dorofiejewicz Jaruszewicz)
- Mikołaj (Jewhen Jurik)
- Mikołaj (Maksim Władimirowicz Kapustin)
- Mikołaj (Iwan Dymitrowicz Kasatkin)
- Mikołaj (Nikołaj Wasiljewicz Kutiepow)
- Mikołaj – metropolita kijowski 1093–1104
- Mikołaj (Fieodosij Nikiforowicz Mogilewski)
- Mikołaj (Gojko Mrđa)
- Mikołaj (Nikołaj Aleksandrowicz Nalimow)
- Mikołaj (Pirski)
- Mikołaj (Piotr Alekiejewicz Pozdniew)
- Mikołaj (Nikołaj Metodiew Sewastijanow)
- Mikołaj (Mikołaj Smisko)
- Mikołaj – biskup Alaski
- Mikołaj (Wasilij Aleksandrowicz Subbotin)
- Mikołaj (Szkrumko)
- Mikołaj – biskup Amathous na Cyprze
- Mikołaj (Michaił Zacharowicz Ziorow)
- Mikołaj V – patriarcha Aleksandrii 1936–1939
- Mikołaj VI – patriarcha Aleksandrii 1968–1986
- Nikola Velimirović – serbski biskup i teoretyk nacjonalistyczny
- Mikołaj (1963-) – syryjski duchowny prawosławnego Patriarchatu Antiocheńskiego

### Biskupi katoliccy
- Mikołaj – biskup Senji
- Mikołaj – biskup lubuski
- Mikołaj – biskup poznański
- Mikołaj – biskup włodzimierski
- Mikołaj Rusin – biskup kujawski
- Mikołaj – misyjny biskup kijowski

### Pozostali
- Claus Schenk Graf von Stauffenberg – pułkownik niemiecki, który dokonał nieudanego zamachu na Hitlera 20 lipca 1944.
- Claus Strunz – niemiecki dziennikarz.
- Nils Gustaf Dalén – szwedzki wynalazca, laureat nagrody Nobla w dziedzinie fizyki
- Henryk Mikołaj Górecki – kompozytor
- Jerzy Hryniewski, właśc. Mikołaj Dolanowski – polski polityk, premier rządu emigracyjnego
- Klaus Barbie – niemiecki zbrodniarz hitlerowski
- Klaus Kinkel – niemiecki polityk
- Klaus Kinski – aktor
- Miklós Horthy – regent królestwa Węgier
- Mikołaj – kasztelan bydgoski
- Mikołaj z Bogorii (zm. 1388) – kasztelan
- Mikołaj Cieślak – satyryk (Kabaret Moralnego Niepokoju)
- Mikołaj Czarnecki – wizytator apostolski dla wiernych Kościoła katolickiego obrządku bizantyjsko-słowiańskiego
- Mikołaj Gomółka – kompozytor
- Mikołaj Grabowski – reżyser, aktor
- Mikołaj Hertel (ur. 1948) – polski muzyk: kompozytor i wykonawca muzyki elektronicznej
- Mikołaj Kopernik – astronom
- Mikołaj Kozakiewicz – polityk PSL
- Mikołaj Krawczyk – aktor
- Mikołaj Kwaśniewski – polityk i wojskowy
- Mikołaj Lasocki – polski sekretarz królewski
- Mikołaj Małachowski – sekretarz królewski i kasztelan spicymierski
- Mikołaj Ossoliński – rotmistrz
- Mikołaj Ossoliński – starosta wojnicki
- Mikołaj Potocki – hetman wielki koronny
- Mikołaj Rej – pisarz
- Mikołaj Roznerski – polski aktor
- Mikołaj Sęp Szarzyński – poeta końca XVI w.
- Mikołaj Sieniawski – hetman wielki koronny, wojewoda bełski i ruski
- Mikołaj Sieniawski – podczaszy koronny
- Mikołaj Sienicki (ok. 1520–1581) – podkomorzy chełmski (1567–1581), wielokrotny marszałek Sejmu
- Mikołaj Sikatka – polski wizjoner, pasterz
- Mikołaj Szydłowiecki
- Mikołaj Trąba – prymas Polski
- Mikołaj Wolski – marszałek wielki koronny od 1616, marszałek nadworny koronny od 1600
- Mikołaj z Chrzanowa (1485–1562) – polski organista i kompozytor renesansowy
- Mikołaj z Damaszku – historyk działający na dworze Heroda I Wielkiego
- Mikołaj z Jawora – propagator idei pre-husyckich reformatorów religijnych na Śląsku
- Mikołaj z Kuzy – średniowieczny filozof, teolog, matematyk, dyplomata i kardynał
- Mikołaj z Ryńska – chorąży ziemi chełmińskiej
- Mikołaj z Wilkowiecka – paulin, przeor klasztoru na Jasnej Górze, autor Historyi o chwalebnym Zmartwychwstaniu Pańskim
- Mikołaj Zieleński – kompozytor
- Mikołaj Zyblikiewicz – polityk galicyjski, prezydent Krakowa (1874–1881)
- Niccolò Machiavelli – prawnik, filozof, pisarz społeczny i polityczny, historyk i dyplomata florencki
- Niccolò Paganini – włoski skrzypek, altowiolista, gitarzysta i kompozytor
- Nicholas Ray – amerykański reżyser
- Nicholas Sparks – amerykański pisarz
- Nick Heidfeld – niemiecki kierowca Formuły 1
- Nick Jonas – piosenkarz, jeden z założycieli zespołu Jonas Brothers
- Nick Mason – muzyk rockowy, członek grupy Pink Floyd
- Nick Nolte – amerykański aktor i producent
- Nick Seymour – australijski muzyk, basista Crowded House
- Nicki Pedersen – duński żużlowiec
- Nicola Porpora – włoski kompozytor barokowy
- Nicolae Ceaușescu – przewodniczący Socjalistycznej Republiki Rumunii
- Nicolas Anelka – piłkarz francuski
- Nicolas Cage – amerykański aktor
- Nicolas de Catinat – marszałek Francji
- Nicolas Dessum – skoczek narciarski
- Nicolas Flamel – francuski alchemik
- Nicolas Sarkozy – prezydent Francji
- Nicolaus Steno – duński anatom i geolog, biskup i błogosławiony katolicki
- Niki Lauda – austriacki kierowca wyścigowy
- Niklas Kaul – niemiecki lekkoatleta
- Nikola Tesla – serbski wynalazca
- Nikolaus von Zinzendorf – niemiecki teolog i reformator
- Nikołaj Borszczewski – rosyjski hokeista na lodzie
- Nikołaj Bułganin – radziecki polityk i dowódca wojskowy
- Nikołaj Gogol – rosyjski pisarz
- Nikołaj Kamow – radziecki konstruktor lotniczy
- Nikołaj Krugłow – rosyjski biathlonista
- Nikołaj Kuzniecow – radziecki admirał
- Nikołaj Łobaczewski – rosyjski matematyk
- Nikołaj Nowosilcow – rosyjski hrabia i działacz państwowy
- Nikołaj Polikarpow – radziecki konstruktor lotniczy
- Nikołaj Repnin – książę rosyjski, generał-feldmarszałek i dyplomata
- Nikołaj Rimski-Korsakow – kompozytor rosyjski
- Nikołaj Wałujew – pięściarz rosyjski, mistrz świata WBA

## Wersje obcojęzyczne
- Nicholas (ang.) – Claus, Colin, Nick
- Nicolas (fr.)
- Nicolás (hiszp.)
- Nicolò (wł.)
- Mikuláš (cze.)
- Nicolaas (flam.)
- Nikolaus (niem., szw., norw.) – Klaus
- Miklós (węg.)
- biał. Мікалай
- ukr. Микола
- ros. Николай – Коля
- Nicolaas (niderl.) – Niels, Nico, Nick
- jap. ニコラス – Nikorasu